# Кохановський Олександр Геннадійович
Олександр Геннадійович Кохановський (біл. Аляксандр Генадзевіч Каханоўскі; *24 липня 1963, Молодечно) — білоруський історик.

## Біографія
Олександр Кохановський народився у Молодечнj. Син Геннадія Кохановського. Закінчив історичний факультет БДУ (1985), аспітантуру при ньому (1988). Захистив кандидатську дисертацію «Соціально-класова структура населення Білорусі в другій половині XIX століття». Кандидат історичних наук (1989).
З 1988 року працював науковим співробітником, старшим науковим співробітником, головним науковим співробітником, керівником науково-дослідної лабораторії історії Білорусі БДУ. З 1991 року - замісник декана історичного факультету БДУ з наукової роботи. Одночасно з 1992 року доцент кафедри історії БДУ. З 1999 року — завідувач кафедри  нової на новітньої історії Білорусі.

## Наукові дослідження
Досліджує соціальні та етнокультурні процеси в Білорусі XIX-ХХ ст. Автор підручників, довідково-інформаційтих посібників: «Історія Білорусі» (1994), «Історія Білорусі: Навчальний посібник…» (1996) та інш. Співавтор книги «Ревнитель нашої старовини: Євстах Тишкевич» (Мн., 1991), написаної разом з Геннадієм Кохановським.

## Публікації
- 1. Каханоўскі А. Г. Гісторыя Беларусі. Даведачна-інфармацыйны дапаможнік. Мінск: НПЧ «Фінансы, улік, аудыт», 1995 (у сааўтарстве)
- 2. Каханоўскі А. Г. Дапаможнік па гісторыі Беларусі для паступаючых у вышэйшыя навучальныя ўстановы. Мінск: «Экаперспектыва», 1995 (у сааўтарстве; перавыдадзены ў 1996 , 1997, 1998 гг.)
- 3. Каханоўскі А. Г. Гісторыя Беларусі. Навучальны дапаможнік. Мінск: НПЧ «Фінансы, улік, аудыт», 1996 (у сааўтарстве)
- 4. Каханоўскі А. Г. Гісторыя Беларусі. Навучальны дапаможнік. Мінск: Выдавецкі цэнтр «Экономпресс», 1997 (у сааўтарстве)
- 5. Каханоўскі А. Г. Гісторыя Беларусі. Мінск: «Экаперспектыва», 1996 (у сааўтарстве)
- 6. Кохановский А. Г. История Беларуси. Учебное пособие для вузов, колледжей, лицеев, гимназий и школ. Минск: МП «Беларыт», при участии НПЖ «ФУА», 1997 (у сааўтарстве)
- 7. Кохановский А. Г. История Беларуси: Учебное пособие. Минск: Экоперспектива, 1997 (у сааўтарстве)
- 8. Каханоўскі Г. А., Каханоўскі А. Г. Руплівец нашай старасветчыны: Яўстах Тышкевіч. Мінск: Навука і тэхніка, 1992
- 9. Каханоўскі А. Г. Альтэрнатыўнасць у гістарычным працэсе // Энцыклапедыя гісторыі Беларусі. Т.1. Мінск: Беларуская энцыклапедыя імя П.Броўкі, 1993.
- 10. Каханоўскі А. Г. Гісторыя // Энцыклапедыя гісторыі Беларусі. Т.3. Мінск: Беларуская энцыклапедыя імя П.Броўкі, 1996.
- 11. Каханоўскі А. Г. Дваранства // Энцыклапедыя гісторыі Беларусі. Т.3. Мінск: Беларуская энцыклапедыя імя П.Броўкі, 1996.
- 12. Каханоўскі А. Г. Інтэлігенцыя // Энцыклапедыя гісторыі Беларусі. Т.3. Мінск: Беларуская энцыклапедыя імя П.Броўкі, 1996.
- 13. Бригадин П. И., Кохановский А. Г. Социальная структура белорусского общества на рубеже ХІХ — XX вв. // Веснік Беларускага дзяржаўнага універсітэта. Серыя 3. 1996. № 3.
- 14. Кохановский А. Г. Истоки толерантности в белорусском обществе // Толерантность как культурная универсалия // Толерантность как культурная универсалия. Материалы международной конференции. Харьков, 1996.
- 15. Каханоўскі А. Г. Сацыяльныя працэсы і гістарычная памяць Беларусі ў канцы XIX ст.: да пытання аб крыніцах вывучэння праблемы // Наш радавод. Кн. 7. Матэрыялы міжнароднай навуковай канферэнцыі. Гродна, 1996.
- 16. Каханоўскі А. Г. Гісторыя // Бе6ларуская энцыклапедыя: У 18 т. Т.5. Мінск: Беларуская энцыклапедыя імя П.Броўкі, 1997.
- 17. Кохановский А. Г. Образовательный стандарт: Высшее образование. Специальность Г. 05.01.00. История. Минск, 2000. (у сааўтарстве)
- 18. Каханоўскі А. Г. Гісторыя Беларусі. Праграма і матэрыялы для абітурыентаў. Мінск: БДУ, 2000. (у сааўтарстве; перавыдадзена са змяненнямі і дапаўненнямі ў 2001, 2002, 2003, 2004 гг.)
- 19. Каханоўскі А. Г. Тэставыя заданні па гісторыі. Мінск: БДУ, 2001. (у сааўтарстве)
- 20. Каханоўскі А. Г. Гісторыя Беларусі. Навучальны дапаможнік. Мінск: ООО «ФУАінфарм», 2001. (у сааўтарстве)
- 21. Кохановский А. Г. История Беларуси. Учебно-информационное пособие. Минск, 2001. (у сааўтарстве)
- 22. Кохановский А. Г. Олимпиады для школьников и абитуриентов. Минск: ООО «Юнипресс», 2002 (у сааўтарстве)
- 23. Каханоўскі А. Г. Экзаменацыйныя тэсты па гісторыі. Мінск: Тэтрасістэмс, 2002. (у сааўтарстве)
- 24. Кохановский А. Г. История политических партий: материалы для самостоятельной работы студентов. Минск: БГУ, 2002. (у сааўтарстве)
- 25. Кохановский А. Г. История Беларуси: Полный курс. Мн.: ООО «Юнипресс», 2003. (в соавторстве; учебное пособие в переработанном и дополненном виде переиздавалось в 2004, 2005, 2006, 2007, 2008 годах).
- 26. Каханоўскі А. Г. Гісторыя Беларусі: Вучэб.-трэнір. тэсты для падрыхтоўкі да тэсціравання і экзамену ў 2005 г. Мінск: Тэтрасістэмс, 2004. (у сааўтарстве)
- 27. Каханоўскі А. Г. Айчынная гісторыя ў Беларускім дзяржаўным універсітэце // Веснік Беларускага дзяржаўнага універсітэта. Серыя 3. 2001. № 3. (у сааўтарстве)
- 28. Каханоўскі А. Г. Рэгрэсіўны аналіз у вывучэнні сацыяльнай гісторыі Беларусі канца XIX ст. // Теретико-методологические проблемы исторического познания. Материалы к международной научной конференции. В 2-х т. Т. 2. Минск: РИВШ БГУ, 2000.
- 29. Каханоўскі А. Г. Да пытання аб фарміраванні прамысловай буржуазіі Беларусі ў канцы XIX ст. // Гістарычная навука і гістарычная адукацыя ў Рэспубліцы Беларусь: стан і перспектывы развіцця. Матэрыялы II Усебеларускай канферэнцыі гісторыкаў. Мінск, 10 — 11 красавіка 1997 г. Мінск: БДУ, 1999.
- 30. Каханоўскі А. Г. Лібералізм у Беларусі 60 — 90-ых гг. XIX ст.: новыя далягляды ў гісторыі беларуска-польскіх узаемадачыненняў // Наш радавод. Кн. 8. Гродна, 1999.
- 31. Каханоўскі А. Г. Сацыяльныя перадумовы і асаблівасці пашырэння лібералізму на Беларусі ў другой палове XIX ст. // Гістарычная навука ў Белдзяржуніверсітэце на рубяжы тысячагоддзяў. Мінск, 2000.
- 32. Kachanouski A. Die Bauernschaft im Wandel: Von der Aufhebung der Leibeigenschaft bis zur Kollektivierung (1861–1929) // Handbuch der Geschichte Weissrusslands / hrsg. von Dietrich Beyrau und Reiner Linder. — Gottingen: Vandenhoeck & Ruprecht, 2001. S. 249–258.
- 33. Каханоўскі А. Г. Сацыяльная гісторыя Беларусі ў працах гісторыкаў БДУ // Беларускі гістарычны часопіс. 2004. № 8.
- 34. Каханоўскі А. Г. Сацыяльныя аспекты мадэрнізацыйных працэсаў у Беларусі // XXI век: актуальные проблемы исторической науки: Материалы
- Международной научной конференции, посвященной 70-летитю исторического факультета БГУ. Минск: БГУ, 2004.
- 35. Каханоўскі А. Г. Дваранства Беларусі ў другой палове XIX ст.: склад і сацыяльнае аблічча // Гістарычная навука і гістарычная адукацыя ў Рэспубліцы Беларусь (новыя канцэпцыі і падыходы): Усебеларус. канф. гісторыкаў. Мінск, 3 — 5 лют. 1993 г.: У 2-х ч. Ч. 1: Гісторыя Беларусі. — Мінск: Універсітэцкае, 1994. С. 103–109.
- 36. Каханоўскі А. Г. Этапы і шляхі мадэрнізацыі Беларусі ў ХІХ — пачатку XX ст. // Веснік Беларускага дзяржаўнага універсітэта. Серыя 3. 2003. № 3. С. 3 — 6.
- 37. Каханоўскі А. Г. Сацыяльныя аспекты мадэрнізацыйных працэсаў у Беларусі (60-я гг. ХІХ — пачатак XX ст.) // XXI век: актуальные проблемы исторической науки: Материалы междунар. науч. конф., посвящ. 70-летию ист.фак. БГУ. Минск, 15 — 16 апр. 2004 г. — Минск: БГУ, 2004. — С. 213–215.
- 38. Кохановский А. Г. Модернизационные процессы в Беларуси в 60-х гг. ХІХ — начале XX в. //Индустриальное наследие: материалы Междунар. науч. конф., Саранск, 23 — 25 июня 2005 г. /редкол.: В. А. Виноградов (отв. ред.) и др. Саранск, 2005.
- 39. Цяплова В. А., Каханоўскі А. Г., Грыбко І. Л. Гісторыя Беларусі XIX ст. Мн.: БДУ, 2004.
- 40. Каханоўскі А. Г. Сацыяльнае аблічча купецтва Беларусі на мяжы ХІХ — XX ст. // Веснік Беларускага дзяржаўнага універсітэта. Серыя 3. 2004. № 2.
- 41. Каханоўскі А. Г. Перапіс насельніцтва 1897 года: з гісторыі арганізацыі распрацоўкі матэрыялаў па беларускіх губернях // Архівы і справаводства. 2004. № 5.
- 42. Каханоўскі А. Г. Статыстычныя крыніцы па сацыяльнай гісторыі Беларусі 60 — 90-х гадоў XIX ст. // Крыніцазнаўства і спецыяльныя гістарычныя дысцыпліны: Навук. зб. Вып. 2 /Рэдкал.: С. М. Ходзін (адказ. рэд.) і інш. Мн.: БДУ, 2005.
- 43. Каханоўскі А. Г. Узровень пісьменнасці жыхароў Беларусі на мяжы ХІХ — XX ст.// Веснік Беларускага дзяржаўнага універсітэта. Серыя 3. 2006. № 1. С. 7 — 11.
- 44. Каханоўскі А. Г. Інтэлігенцыя Беларусі ХІХ — пачатку XX ст.: дэфініцыі, этапы і асблівасці развіцця // Труды Белорусского государственного технологического университета. Сер.V. Вып. ХІІІ. Мн., 2005.
- 45. Кохановский А. Г. Самоопределение белорусской интеллигенции и эволюция ее национально-государственных идеалов: история, традиции и задачи историографии // Интеллигенция и мир. 2008. № 4. (в соавторстве с О. А. Яновским)
- 46. Каханоўскі А. Г. Гісторыя Беларусі: Вучэбна-трэніровачныя тэсты для падрыхтоўкі да тэсціравання і экзамену ў 2006 г. Мн.: ТетраСістемс, 2006. (В соавторстве)
- 47. Кохановский А. Г. Тесты по всемирной истории новейшего времени и истории Беларуси. Мн.: Изд. центр БГУ, 2006. (В соавторстве)
- 48. Кохановский А. Г. Всемирная история: учебное пособие. В 3 ч. Ч. 3. Мир с 1918 года — начало XXI века. Мн.: Юнипресс, 2006. (В соавторстве)
- 49.Кохановский А. Г. Опыт организации контролируемой самостоятельной работы на кафедре истории Беларуси нового и новейшего времени// Белорусский государственный университет: информационно-технологическое обеспечение организации и управления самостоятельной работой студентов. Мн., 2006.
- 50. Каханоўскі А. Г. Праграма-мінімум кандыдацкага экзамену па навуковай спецыяльнасці 07.00.02 «Айчынная гісторыя» (гістарычныя навукі). Мн.: РІВШ, 2006. (В соавторстве)
- 51. Каханоўскі А. Г. Саслоўная і сацыяльна-прафесійная стратыфікацыя беларускага грамадства ў 60-90-х гг. XIX ст. // Выбраныя навуковыя працы Беларускага дзяржаўнага універсітэта: У 7 т. Т.2. Гісторыя. Філалогія. Журналістыка / Адк. рэд. А. А. Яноўскі. — Мінск: БДУ, 2001. — С. 92 — 101.
- 52. Каханоўскі А. Г. Польская плынь у ліберальным руху Беларусі канца ХІХ — пачатку XX ст.ст. // XX стагоддзе ў гісторыі палякаў і беларусаў: Матэрыялы беларуска-польскай навуковай канферэнцыі, 20 — 21 лістапада 2000 г., г. Мінск // Адк. рэд. У.Міхнюк, П.Ганцарэк. — Мінск: БДУ, 2001. — С.86 — 92.
- 53. Каханоўскі А. Г. Станаўленне буржуазнага грамадства // Гісторыя Беларусі. У 2 ч. Ч. 2 . ХІХ — XX стагоддзі: Курс лекцый. -Мінск: РІВШ БДУ, 2002. — С. 97 — 165. (у сааўтарстве з В. А. Цяпловай, А. У. Кузняцовай).
- 54. Каханоўскі А. Г. Сацыяльная стратыфікацыя беларускага грамадства 60 — 90-х гг. XIX ст.: гістарыяграфія пытання // Веснік Беларускага дзяржаўнага універсітэта. Серыя 3. 2002. № 1. С. 17 — 21.
- 55. Каханоўскі А. Г. Этапы і шляхі мадэрнізацыі Беларусі ў ХІХ — пачатку XX ст. // Веснік Беларускага дзяржаўнага універсітэта. Серыя 3. 2003. № 3. С. 3 — 6.
- 56. Каханоўскі А. Г. Перапіс насельніцтва 1897 года: з гісторыі арганізацыі распрацоўкі матэрыялаў па беларускіх губернях // Архівы і справаводства. 2004. № 5. С. 95 — 100.
- 57. Каханоўскі А. Г. Сацыяльнае аблічча купецтва Беларусі на мяжы ХІХ — XX ст. // Веснік Беларускага дзяржаўнага універсітэта. Серыя 3. 2004. № 2. С. 9 — 12.
- 58. Каханоўскі А. Г. Этапы і тэндэнцыі эвалюцыі саслоўных інстытутаў у Беларусі (ХІХ — пачатак XX ст.) //Актуальныя праблемы сацыяльнай гісторыі Беларусі (канец XVIII — пачатак XX ст.): да 90-годдзя Лютаўскай рэвалюцыі 1917 г.: матэрыялы Рэсп. навук.-тэар. канф., г. Мінск, 23 лютага 2007 г. Мінск: БДПУ, 2007. С. 85 — 89.
- 59. Кохановский А. Г. История Беларуси (XIX в. — 1917 г.). Атлас: учебное пособие для 8-го класса общеобразовательных учреждений с русским и белорусским языком. Мн.: Белкартография, 2007. 24 с. (в соавторстве с А. М. Лукашевичем)
- 60. Кохановский А. Г. Белорусская интеллигенция: самоопределение и этапы становления в ХІХ — начале XX в. //Працы гістарычнага факультэта БДУ: навук. зб. Вып. 2/ рэдкал.: У. К. Коршук (адк. рэд.) [ і інш.]. — Мінск: БДУ, 2007. С. 3 — 20.
- 61. Кохановский А. Г. На пути становления индустриального общества: модернизационные процессы в Беларуси в 60-х гг. ХІХ — начале XX вв. //Працы
- гістарычнага факультэта БДУ: навук. зб. Вып. 3/ рэдкал.: У. К. Коршук (адк. рэд.) [ і інш.]. — Мінск: БДУ, 2008.
- 62. Каханоўскі А. Г. Сацыяльна-культурныя аспекты мадэрнізацыйных працэсаў у Беларусі другой паловы ХІХ — пачатку XX ст.: да пастаноўкі праблемы // Проблемы методологии исследований истории Беларуси: материалы Междунар. науч. конф. (Минск, 26-27 окт. 2006г.) / Нац. акад. наук Беларуси, Ин-т истории; редкол.: А. А. Коваленя [и др.].- Минск: Белорус. Наука, 2008. С. 179–181.
- 63. Кохановский А.Г Асаблівасці эвалюцыі саслоўных інстытутаў у Беларусі ў ХІХ — пачатку XX ст. // Веснік БДУ. — Сер. 3. — № 1. 2009. С. 10 — 16.
- 64. Кохановский А.Г Гісторыя Беларусі і сусветная цывілізацыя: дапам. для студэнтаў прыродазн. фак. Мінск: БДУ, 2008. — 311 с. 4 в соавторстве
- 65. Кохановский А.Г Сацыяльная трансфармацыя беларускага грамадства ў другой палове ХІХ — пачатку XX ст.: метадалогія і методыка аналізу // Российские и славянские исследования. Вып. 4. Минск: БГУ, 2009. С. 44 — 51.
- 66. Кохановский А.Г Разгортванне мадэрнізацыйных працэсаў у Беларусі ў ХІХ — пачатку XX ст. // Працы гістарычнага факультэта БДУ: навук. зб. Вып. 4/ рэдкал.: У. К. Коршук (адк. рэд.) [ і інш.]. Мінск: БДУ, 2009. С. 218–229.
- 67. Кохановский А.Г История Беларуси: полный курс: Учебное пособие. Минск: Юнипресс, 2010. в соавторстве
- 68. Кохановский А. Г. Беларусь на этапе буржуазных реформ (1861–1914 гг.) // История России: Новое и Новейшее время. — М.: Эксмо, 2010. С. 279–300.
- 69. Каханоўскі А. Г. Шляхі сацыяльнай мабільнасці насельніцтва Беларусі ў другой палове ХІХ — пачатку XX ст.// Працы гістарычнага факультэта БДУ: навук. зб. Вып. 5/ рэдкал.: У. К. Коршук (адк. рэд.) [ і інш.]. — Мінск: БДУ, 2010. С. 48 — 56.
- 70. Становление и развитие белорусской государственности /А. Г. Кохановский [ и др.]. — Минск: БГУ, 2011. — 44 с.
- 71. Каханоўскі, А. Г. Эвалюцыя этнакультурных стэрэатыпаў сялянства Беларусі ў кантэксце сацыяльных змен другой паловы ХІХ — пачатку XX ст. / А. Г. Каханоўскі // Этнокультурное развитие Беларуси в ХІХ — начале XXI в. : материалы Междунар. науч.-практ. конф., 19-20 мая 2010 г., Минск / редкол.: Т. А. Новогродский (отв. ред.) [ и др.]. — Минск: Изд. Центр БГУ, 2011. — С. 176–179.
- 72. Каханоўскі, А. Г. Матэрыялы аднадзённага перапісу пачатковых школ 1911 г. па беларускіх губернях / А. Г. Каханоўскі // Палітычныя, сацыяльна-эканамічныя працэсы на тэрыторыі Беларусі ў ХІХ — пачатку XX ст.: Да 150-годдзя скасавання прыгоннага права ў Расійскай імперыі: матэрыялы Рэсп. навук.-тэарэт. канф., г. Мінск, 4 сак. 2011 г. / Бел. дзярж. пед. ун-т імя М.Танка; рэдкал. А. І. Андарала, В. В. Бушчык, М. М. Забаўскі і інш. — Мінск: БДПУ, 2011. — С. 308–311.
- 73. Каханоўскі, А. Г. Урадавыя мерапрыемствы папярэджання нелегальнай працоўнай эміграцыі сялянства Беларусі (канец ХІХ — пачатак XX ст.) / А. Г. Каханоўскі // Працы гістарычнага факультэта БДУ: навук. зб. Вып. 6 / рэдкал.: У. К. Коршук (адк. рэд.) [ і інш.]. — Мінск: БДУ, 2011. — С. 3-11.
- 74. Каханоўскі, А. Г. Адмена прыгоннага права на тэрыторыі Беларусі: ход рэформы, яе наступствы і значэнне / А. Г. Каханоўскі // Беларус. гіст. часоп. — 2011. — № 10. — С. 10-16.
- 75. Ладысеў, У. Ф. Гісторыя Беларусі. ХХ — пачатак XXI ст.: вучэб.-метад. дапам. / У. Ф. Ладысеў, А. Г. Каханоўскі. — Мінск: БДУ, 2011. — 115 с.
- 76. Каханоўскі, А. Г. Тэндэнцыі развіцця гістарычнай адукацыі і навукі ў БДУ на сучасным этапе / А. Г. Каханоўскі, С. М. Ходзін // Веснік Беларускага дзяржаўнага ўніверсітэта — Серыя 3. — 2011. — № 3. — С. 23 — 28.
- 77. Каханоўскі, А. Г. Уніфікацыя і русіфікацыя як кірункі ўрадавай палітыкі на тэрыторыі Беларусі ў другой палове ХІХ — пачатку XX ст. / А. Г. Каханоўскі // Российские и славянские исследования: науч. сб. Вып. 6. / редкол.: А. П. Сальков, О. А. Яновский (отв. ред.) [ и др.]. — Минск: БГУ, 2011. — С. 20 — 26.